# Lemeșivka, Iahotîn
Lemeșivka (în ucraineană Лемешівка) este localitatea de reședință a comunei Lemeșivka din raionul Iahotîn, regiunea Kiev, Ucraina.

## Demografie
Componența lingvistică a localității Lemeșivka
     Ucraineană (98,22%)
     Alte limbi (1,68%)
Conform recensământului din 2001, majoritatea populației localității Lemeșivka era vorbitoare de ucraineană (98,22%), existând în minoritate și vorbitori de alte limbi.